# Jankov
Jankov (tyska Jankau) är en tjeckisk ort belägen i Böhmen, 50 km sydöst om Prag. Befolkningen uppgick till 934 invånare i början av 2014. Orten är känd för slaget vid Jankov 1645.